# Чайник из Юты

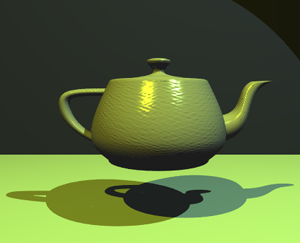
Чайник из Юты, выполненный в программе POV-Ray

Ча́йник из Ю́ты (англ. The Utah Teapot), или чайник Ньюэлла — компьютерная модель, ставшая одним из эталонных объектов в сообществе трёхмерной компьютерной графики. Это простая, округлая, сплошная и частично вогнутая математическая модель обычного заварочного чайника.

## Характеристика
Искривлённые и пересекающиеся поверхности чайника хорошо подходят для тестирования различных видов материалов и параметров визуализации объектов реального мира.
Модель чайника состоит из 32 порций бикубической поверхности Безье, координаты опорных точек которых и являются исходным описанием модели. Точки образуют массив из 306 элементов, пронумерованных с 1 по 306. Основной объём чайника (корпус) образован из 12 порций, ручка — из следующих четырёх, следующие четыре порции формируют носик, крышка чайника проработана точнее всего — на неё ушло восемь порций бикубической поверхности Безье. А оставшиеся четыре образуют донышко.
Эти данные широко распространены среди специалистов по трёхмерной компьютерной графике и широко используются для демонстрации работы и при проверке алгоритмов и программ тонирования.

## История

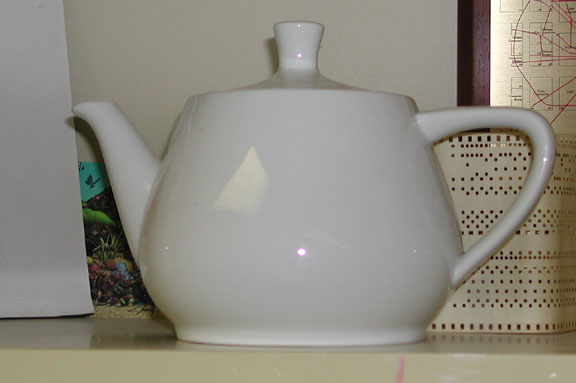
Чайник Melitta — прототип модели чайника из Юты

Модель чайника была создана в 1975 году исследователем в области компьютерной графики Мартином Ньюэллом, участником программы изысканий в компьютерной графике в Университете Юты. На примере этой модели Джеймсом Блинном, также в Университете Юты, были изготовлены первые ранние исключительно качественные визуализации. При этом большую часть населения штата Юта составляют мормоны, которые не употребляют чай и кофе из-за религиозных ограничений.
Ньюэлл нуждался для своей работы в умеренно простой математической модели знакомого объекта. Его жена Сандра Ньюэлл предложила смоделировать их чайный сервиз, так как в этот момент они пили чай. Мартин взял миллиметровку и карандаш и зарисовал весь сервиз на глаз, затем, вернувшись в лабораторию, он вручную ввёл контрольные точки Безье на трубке памяти Tektronix.
Хотя вместе со знаменитым чайником были оцифрованы чашка, блюдце и чайная ложка, один лишь чайник добился повсеместного использования. Считается, что также был смоделирован молочник, но данные о нём были утеряны.
Компьютерная модель чайника выглядит «сплющенной» по сравнению с реальным прототипом. Высоту модели уменьшил в 1,3 раза Джеймс Блинн, чтобы компенсировать различие масштаба координат по горизонтали и по вертикали на своём компьютере. Впоследствии, когда модель чайника стала использоваться на других системах, это искажение стало заметно, но исправлять его не стали, поскольку модель была уже слишком широко распространена.

## В компьютерной графике
- В скринсейвере «Трубопровод» Microsoft Windows версий 95, 98, NT 3.5, NT 4.0 и 2000 при выборе в настройках обоих типов сочленений (гладкого и шарового) с вероятностью примерно 1/1000 возникает сочленение в виде чайника Юта[1]. В Windows XP и более поздних версиях чайники не появляются.
- В BeOS и Haiku чайник Юта используется в одном из демо-приложений.
- Модель чайника фигурирует на первом плане мультфильма «История игрушек» (1995), в небольшом фрагменте с чаепитием.